# Distretto di Chiang Klang
Il distretto di Chiang Klang (in thailandese: เชียงกลาง) è un distretto (amphoe) della Thailandia, situato nella provincia di Nan.